# 藤原倫己のチョアチョア!KOREA
『藤原倫己のチョアチョア!KOREA』（ふじわらともきのチョアチョア!コリア）は、CBCラジオで放送されていたラジオ番組。2011年4月10日放送開始、2016年3月21日放送終了。

## 概要
- 俳優、K-POPアイドルグループ「A'st1（エースタイル）」の日本人メンバーでもある、藤原倫己が韓国の情報、言葉、文化など幅広く紹介するラジオ番組。

## 放送時間
- 2011年4月10日 - 2011年10月

毎週日曜日 20:30 - 21:00
- 2011年10月 - 2013年3月31日

毎週日曜日 22:30 - 23:00
- 2013年4月6日 - 2014年3月29日

毎週土曜日 20:00 - 20:30
- 2014年4月7日 - 2016年3月21日

毎週月曜日 23:20 - 23:50

## パーソナリティー
- 藤原倫己

## コーナー紹介
- 倫己のKOREAこりゃええわ!
- 今日から使える韓国語